# Межові камені

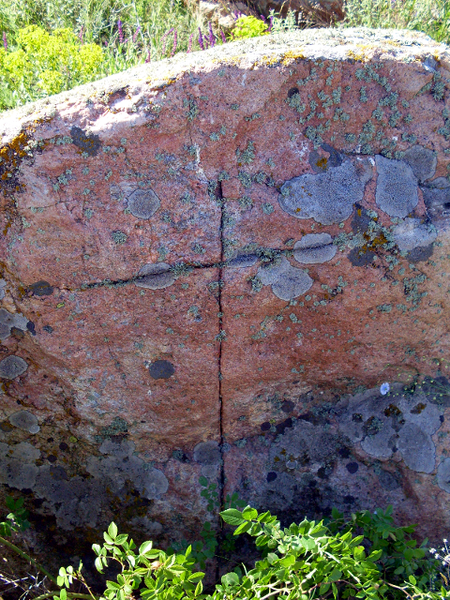

Межові́ ка́мені або Межняки́ — археологічна пам'ятка України доби пізнього неоліту. Являє собою алею менгірів — два ряди з 15 пар паралельних кам'яних монолітів довжиною 779 м. Можливо, культова споруда, пов'язана з божеством Сонця. Ряди зорієнтовані зі сходу на захід, висота паралельних пар брил однакова. Найвища друга пара (до 1.30 м), висота наступних поступово зменшується. Відстань між сусідніми брилами рядів збільшується, деякі з кам'яних брил розташовані на іншому березі річки. Межові камені розташовані в місці злиття Сугоклею та Сугоклейчика, неподалік сіл Нечаївка та Голубієвичі. Поблизу знаходиться курган періоду бронзи та грот (кам'яний навіс) Чортова печера, розкопки в якому показали наявність культурного шару (знайдені залишки багаття, черепки посуду, кістки тварин).
2011 року археологи Микола Тупчієнко та Валентин Собчук вивчали даний об'єкт. 2012—2013 року Собчук провів більш детальне вивчення, склавши план комплексу, визначивши точні географічні координати кожного з каменів-менгірів, розміри їхньої наземної частини та геологічне походження, було здійснено шурфування навколишньої території та знайдено нові групи каменів, що могли бути його складовою частиною. Дослідження дозволили припустити взаємозв'язок алеї каменів з групою поховальних споруд — курганів та поселеннями доби бронзи, які містяться неподалік мегалітів.
Відстань між каменями у парах від 1,5 до 3,2 м, а відстань між сусідніми парами каменів — від 12 до 150 м. Переважна частина менгірів укопана у ґрунт або лежить безпосередньо на поверхні, камінь із 13-ї пари є виходом гранітного щита. Висота наземної частини найвищого вертикально вкопаного каменю 1,3 м. Інші камені заввишки від 0,16 до 0,93 м. Різниця перепаду абсолютних висот найнижчої та найвищої точок алеї — приблизно 25 м.
За визначенням співробітників геологорозвідувальної експедиції № 37, каміння місцевого походження — граніти порфіробластові різного ступеня вивітреності. Вага найбільшого менгіра — щонайменше 2 тонни. Складність роботи будівничих полягала не лише у переміщенні важких каменів, а й у дотриманні високої точності спорудження алеї — через усі 15 пар проходить єдина пряма. Алея зорієнтована таким чином, що в день осіннього/весняного рівнодення Сонце заходить саме на лінії між каменями, відхилення від геодезичного напрямку «схід — захід» майже 16 градусів пояснюється тим, що точка спостереження знаходиться значно нижче лінії горизонту.
Неподалік від мегалітичного комплексу виявлено три давні поселення, два з яких датуються добою бронзи (II тис. до н. е.), а одне — часом черняхівської культури (III—V ст. н. е.). В. Собчук припускає, що Межові камені також належать до доби бронзи.
Поблизу менгірів виявлено велику кількість окремих курганів та курганних груп. Найбільше зацікавлення викликає курганна група, що на відстані 0,5—1,5 км у західному напрямку від останньої пари. Якщо умовно продовжити осьову лінію мегалітичного комплексу в південно-західному напрямку, то вона перетне ареал цієї курганної групи з трьох насипів. На поверхні найбільшого кургану знаходиться декілька великих укопаних каменів.
Серед ймовірних призначень споруди — культові (ритуальна огорожа інших споруд, символіка центру, визначення меж володінь, елементи ритуалів переходу або родючості, фалічна символіка), меморіальні, солярно-астрономічні (візири й системи візирів) та межові.
За свідченнями місцевих жителів, «кам'яних стовпів» в околицях Нечаївки раніше було досить багато, але їх часто використовували для огорож або фундаментів. «Стовпи» стояли рядами(«загорожі») або колами(«чортові» або «відьмині кола») їх можна спостерігати на південній околиці села. 